# Неграждане Латвии
Негра́ждане Латвии (латыш. Latvijas nepilsoņi) — постоянно проживающие в Латвии бывшие граждане СССР и их дети, не получившие гражданства Латвии или другой страны.
В середине 1990-х гг. численность неграждан была около 730—740 тысяч человек. По состоянию на 2025 год, насчитывалось 165 871 негражданин Латвии (8,93 % жителей страны). Приблизительно 5,88 % (109 232 человека) от жителей Латвии составляют те неграждане, кто при переписи указал национальность «русский». В то же время 16,16 % (300 085 человек) от населения Латвии составляли граждане Латвии русской национальности. Из 165 871 негражданина 83 695 человек (50,46 % неграждан) проживает в Риге, 10 181 человек (6,14 % неграждан) проживает в Даугавпилсе, а 7 910 человек (4,77 % неграждан) проживает в Лиепае.
С юридической точки зрения — субъекты закона от 12 апреля 1995 г. «О статусе граждан бывшего СССР, не имеющих гражданства Латвии или иного государства» — лица, которые не являются и не были гражданами никакого государства, кроме СССР, отвечающие таковым требованиям: «1 июля 1992 года они были вне зависимости от статуса указанной в прописке жилой площади прописаны на территории Латвии, или их последнее зарегистрированное место жительства до 1 июля 1992 года было в Латвийской Республике, или решением суда установлен факт того, что до упомянутой даты они не менее 10 лет непрерывно жили на территории Латвии», а также их дети, не получившие какого-либо гражданства. Существенная часть неграждан родилась на территории Латвии.

## История и демография
Негражданами в 1990-х гг. стали главным образом люди, переселившиеся в Латвийскую ССР из других республик СССР в 1940—1989 гг., и их дети, родившиеся до 1 июля 1992 года. При медленном естественном приросте населения, проводившейся политике индустриализации и более высоком, по сравнению с большинством республик, уровне жизни, большую часть прироста населения в советской Латвии обеспечивала миграция.
Народный фронт Латвии в программе 1989 года (п. 2.5.) выступал «за то, чтобы гражданство получили постоянные жители Латвии, декларирующие свое желание получить гражданство Латвии и недвусмысленно связывающие свою судьбу с латвийским государством».
14 января 1991 года Верховный Совет Латвии почти единогласно ратифицировал договор «Об основах межгосударственных отношений», который днём ранее в Таллине был подписан председателем ВС Латвии Анатолием Горбуновым и председателем Верховного Совета РСФСР Борисом Ельциным. Третий пункт договора предусматривал, что лица, проживающие на территории любой из подписавших договор республик, могли выбрать гражданство РСФСР или Латвии «в соответствии с их свободным волеизъявлением». Верховным Советом РСФСР данный договор ратифицирован не был.
Юридическое основание появления этой категории людей — решение Верховного Совета ЛР от 15 октября 1991 г. «О восстановлении прав граждан Латвийской Республики и основных условиях натурализации», согласно которому гражданство Латвии было признано только за примерно 2/3 жителей страны (гражданами довоенной Латвийской Республики и их потомками), вопреки пункту 2.5. предвыборной программы правившего Народного фронта Латвии. Позднее первый лидер Народного фронта Д. Иванс заметил, что считал это предательством. Как причину непринятия «нулевого варианта» (гражданство для всех жителей Латвии) депутат Верховного совета от НФЛ Р. Марьяш называет непримиримую позицию уже запрещённого к тому времени Интерфронта и утверждения национал-радикалов о том, что «автоматическое предоставление латвийского гражданства всем жителям Латвии — означает неминуемый откат в прошлое, восстановление советской власти, прежних порядков».
Вскоре прекратил своё существование СССР, и вплоть до 1995 года юридический статус неграждан (тогда около 700 тысяч человек) был неясен.
В июле 1994 года взамен постановления ВС был принят закон о гражданстве, которым была установлена возможность натурализации с так называемыми окнами — разделением не родившихся в Латвии претендентов на группы очерёдности по возрасту, месту рождения и возрасту въезда в страну.
Поправки 1995 года закрепили право на получение гражданства Латвии без натурализации за проживающими в стране латышами и ливами, а также выпускниками латышских школ и вузовских программ на латышском языке. В этом акте появилось юридическое понятие «негражданин», относившееся к бывшим гражданам СССР, до 1 июля 1992 года прописанным в Латвии, непрерывно проживавшим в стране в течение десяти лет или родившимся на территории Латвии в семье неграждан.
К 1 июля 2025 года, по данным Регистра жителей, в Латвии проживало 170 463 негражданина из 1 998 181 чел. населения, что составляло около 8,53 % населения. Среди неграждан больше всего представлены этнические группы:
- русские — 112 097 человек — 65,76 % от общего количества неграждан и 23,92 % всех русских Латвии (468 644 чел.)[23][25];
- украинцы — 17 033 человека — 9,99 % от общего количества неграждан и 24,46 % всех украинцев Латвии (69 623 чел.);
- белорусы — 23 552 человека — 13,82 % от общего количества неграждан и 41,52 % всех белорусов Латвии (56 723 чел.).

Латыши-неграждане составили 378 чел. — 0,22 % от общего количества неграждан и 0,03 % от всех латышей Латвии (1 215 576 чел.).
Число неграждан сокращается в результате натурализации и признания части родившихся начиная с 1991 года детей неграждан в качестве граждан, эмиграции и смертности.
В октябре 1998 года на референдуме большинством голосов (52,5 % против 45 %) был одобрен закон, расширяющий круг лиц, имеющих право натурализоваться, и предоставляющий право по заявлению родителей признавать гражданами детей неграждан, родившихся в Латвии после 21 августа 1991 года. После референдума и вступления Латвии в ЕС в 2004 году, когда граждане Латвии получили возможность безвизовых поездок по большинству стран Европы, натурализация (в основном — неграждан) ускорилась. В 2004 году в сравнении с предыдущими четырьмя годами количество принявших гражданство Латвии заметно увеличилось и составило 16 064 человека, в 2005 году превысило 19 000 человек и пошло на спад. В 2006 году было натурализовано на 5858 человек больше, чем было подано заявлений за тот же год — гражданство получали те, кто подал заявления в предыдущие годы. После 2007 года, когда неграждане получили право свободного перемещения по странам Евросоюза, натурализация замедлилась и в 2009—2012 гг. стабилизировалась между отметками 2000 и 2500 натурализуемых в год. К концу 2010-х годов темпы натурализации снизились до тысячи человек в год и в 2023 году натурализацию прошло 595 человек. Статус негражданина на 1 июля 2025 года сохранили 170 463 человека, или 8,53 % населения страны.
Неграждане в основном живут в крупных городах — так, на 1 июля 2025 года они составляли 13,07 % населения Риги, 12,03 % населения Даугавпилса, 11,32 % населения Лиепаи. Население этих трёх крупнейших городов Латвии составляло 41 % населения страны, но в них жило 61,54 % жителей-неграждан. Уроженцы Латвии, по правительственным данным на начало 2016 года, составляли 42,92 % неграждан.
На 1 июля 2025 года 47,56 % живущих в Латвии неграждан были в возрасте 65 лет и старше, а 97,14 % неграждан были в возрасте 30 лет и старше. На 1 июля 2025 года самому пожилому негражданину было 116 лет, а самому молодому 6 лет.

## Изменения законодательства
С 1995 года закон о статусе неграждан менялся 7 раз.
В 1998 году под давлением международных организаций и после проведения в Латвии референдума были отменены «окна натурализации». Была также предоставлена возможность получения гражданства в заявительном порядке детям неграждан, родившимся в Латвии после 21 августа 1991 года.
Пакет изменений, принятый в марте 2000 года, предусматривал ограничение возможности высылки неграждан, а также позволял лишать неграждан их статуса лишь судебным путём. Изменения сентября 2000 года восстановили возможность лишить человека статуса негражданина без решения суда, но с возможностью обжаловать решение в суде. В 2004 году Сейм принял поправки к закону, среди прочего позволявшие лишать статуса негражданина лиц, выехавших на постоянное место жительства за границу. В 2005 году Конституционный суд отменил данные положения о лишении эмигрантов статуса негражданина.
В августе 2011 года партия ЗаПЧЕЛ объявила о начале сбора нотариально заверенных подписей в поддержку законопроекта об изменениях в законе о гражданстве, предполагавшего присвоение гражданства Латвии с 1 января 2014 года тем её негражданам, кто не подаст заявления о желании сохранить статус негражданина. Законопроект с собранными подписями был подан в ЦИК 4 сентября 2012 года, однако председатель комиссии А. Цимдарс сообщил: чтобы убедиться в соответствии поданного законопроекта Конституции, ЦИК может обратиться за письменным заключением к юристам.
1 ноября ЦИК 6 голосами против 2 при 1 воздержавшемся приняла решение отказать во втором этапе сбора подписей, заявив, что законопроект не соответствует Декларации независимости и заключениям Конституционного суда и, следовательно, не является «полностью разработанным», как того от народных законопроектов требует статья 78 Конституции.
12 февраля 2014 года Департамент по административным делам Верховного суда вынес решение, в котором счёл законопроект противоречащим Конституции и решение ЦИК — законным.
В 2013 году Сейм разрешил получение двойного гражданства с государствами ЕС, НАТО, ЕАСТ, Австралией, Бразилией и Новой Зеландией.
21 сентября 2017 года Сейм заблокировал законопроект президента Раймонда Вейониса о ликвидации статуса негражданина для рождённых в Латвии детей. Защищая его, депутат Гунар Кутрис сказал: «Продолжая присваивать статус негражданина новорожденным, Латвия нарушает Конвенцию о правах ребенка. Кроме того, дефиниция принятого 12 апреля 1995 года закона „О статусе бывших граждан СССР, у которых нет гражданства Латвии или другого государства“ говорила о том, что статус негражданина присваивается бывшему гражданину СССР, у которого нет другого гражданства. Если мы продолжаем присваивать этот статус сейчас, то он сохранится и через 70, 100 лет?» Его оппонент Эдвин Шноре указал, что президент «неоднократно пытался смягчить политику государства в отношении нелатышей, но не сделал ничего, чтобы латышской молодежи были обеспечены рабочие места, а в латышских детских садиках не было очередей».
В ноябре 2019 года Сейм всё-таки утвердил законопроект об автоматическом присвоении гражданства Латвии по праву рождения с 1 января 2020 года всем рождающимся в стране детям.
Правозащитник Александр Кузьмин считал, что негражданам Латвии следовало бы предоставить право голоса на муниципальных выборах, как это сделала Эстония, однако правящая элита активно сопротивляется этому.

## Статус, различия в правах
Неграждане в латвийском праве отличаются от апатридов (лиц без подданства, лиц без гражданства (латыш. bezvalstnieki)) — лиц, не имеющих государственной принадлежности. В отличие от них неграждане, например, имеют латвийские паспорта (в отличие от изначально синих, а с 2007 г. красных гражданских, паспорта неграждан — фиолетового цвета). По-английски в них неграждане обозначаются как иностранцы (англ. alien), подлежат дипломатической защите Латвии за рубежом, обладают правом жить в Латвии, не запрашивая вида на жительство. Конституционный суд Латвии в пунктах 15 и 17 решения о порядке лишения статуса негражданина констатировал, что:
С принятием Закона о негражданах возникла новая, ранее неизвестная международному праву категория лиц — неграждане Латвии. Неграждане Латвии не подлежат приравниванию ни к одному из установленных международно-правовыми актами статусов физического лица, потому что установленный для неграждан объём прав не соответствует полностью ни одному из этих статусов. Неграждане Латвии не могут считаться ни гражданами, ни иностранцами, ни также лицами без подданства, а лицами с „особым правовым статусом“ (..) правовая связь неграждан с Латвией признана в известной мере, на основании чего возникли взаимные права и обязанности. Это вытекает из статьи 98 Конституции, которая, среди прочего, определяет, что каждый, имеющий паспорт Латвии, имеет право на защиту государства и право на свободное возвращение в Латвию
Латвийская Республика обосновывает мнение, что неграждане не являются субъектами Конвенции о статусе апатридов 1954 г., утверждая, что они имеют бо́льшие права, чем субъекты данной конвенции. УВКБ ООН не относит неграждан к числу субъектов конвенции, но включает их в свою статистику лиц без гражданства. Специальный докладчик ООН по вопросу о современных формах расизма, расовой дискриминации, ксенофобии и связанной с ними нетерпимости обозначает неграждан Латвии как апатридов и ссылается на конвенцию 1961 года, рекомендуя Латвии пересмотреть условия натурализации. Латвийский омбудсмен Р. Апситис в 2008 году отметил, что «особый правовой статус» неграждан «сомнителен с точки зрения международного права». По оценке исследования, подготовленного тремя нидерландскими учёными по заказу Европарламента, Латвия умышленно не стала обозначать определённых лиц как лиц без гражданства, а ввела для них другое обозначение.
Для неграждан не устанавливалась воинская повинность, что долгое время отличало их от мужчин — граждан Латвии, но в 2007 году воинская обязанность была отменена в пользу профессиональной армии (последний призыв состоялся в конце 2005 г.).
Неграждане не имеют избирательных прав (в отличие от сходной группы неграждан Эстонии, также и на выборах самоуправлений), хотя могут состоять в латвийских партиях и делать им пожертвования. Ограничены они также в профессиональной деятельности: не могут служить в армии, правоохранительных органах, охране тюрем, работать чиновниками, адвокатами, нотариусами, фармацевтами, работниками Службы государственных доходов, и ЗАГСов и др. Также существуют ограничения в социальных и экономических правах: в приобретении недвижимости, в подсчёте пенсионного стажа (см. Андреева против Латвии), в праве ношения оружия, в выезде без виз в ряд стран (до января 2007 г. — в том числе в большинство стран Европейского союза, Норвегию и Исландию). На 2013 год Латвийский комитет по правам человека насчитывает 80 различий между правами граждан и неграждан Латвии.

### Безвизовый въезд в другие страны

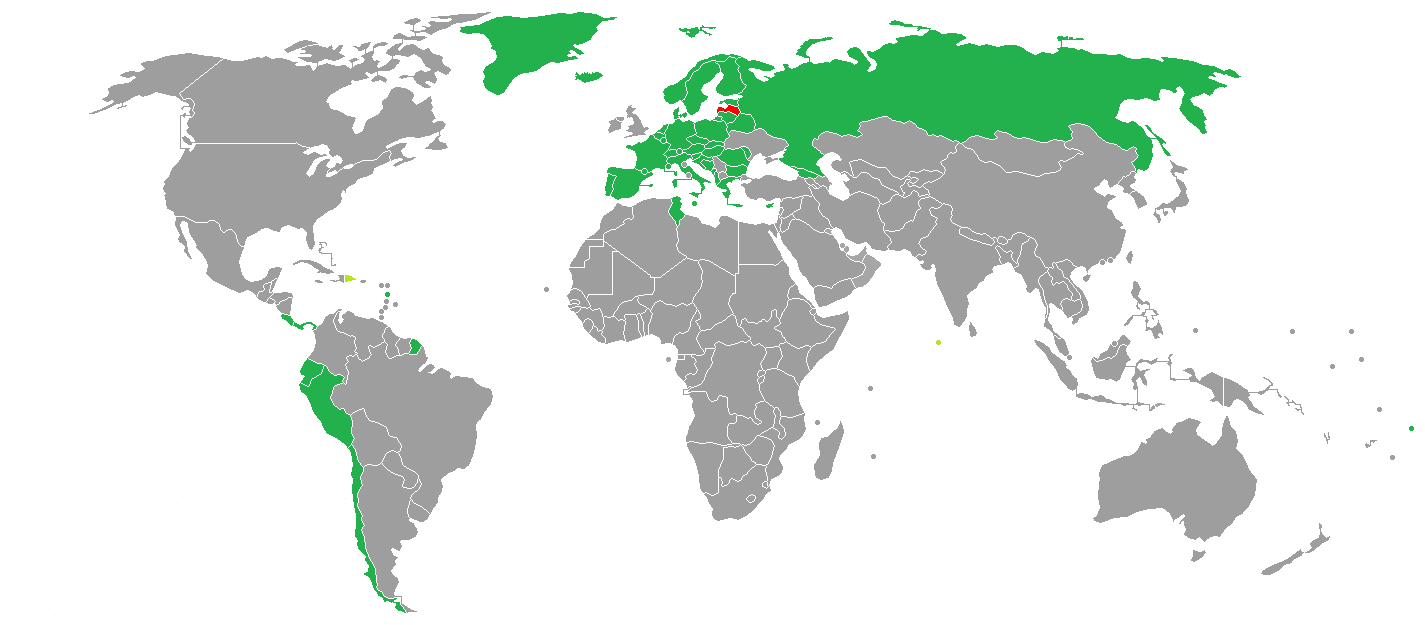
Карта мира, отражающая визовые требования для неграждан Латвии
Латвия
Виза не требуется
Виза оформляется по прибытии
Требуется заранее оформленная виза

Сравнение государств и территорий, в которые жители Латвийской Республики (граждане Латвии, неграждане (Латвия) могут отправляться без визы.
| Страны Европейского Союза | Граждане Латвии        | Неграждане Латвии      |
| ------------------------- | ---------------------- | ---------------------- |
| Австрия                   | без ограничений        | до 90 дней в полугодие |
| Бельгия                   | без ограничений        | до 90 дней в полугодие |
| Болгария                  | без ограничений        | до 90 дней в полугодие |
| Венгрия                   | без ограничений        | до 90 дней в полугодие |
| Германия                  | без ограничений        | до 90 дней в полугодие |
| Греция                    | без ограничений        | до 90 дней в полугодие |
| Дания                     | без ограничений        | до 90 дней в полугодие |
| Ирландия                  | без ограничений        | *                      |
| Испания                   | без ограничений        | до 90 дней в полугодие |
| Италия                    | без ограничений        | до 90 дней в полугодие |
| Кипр                      | без ограничений        | до 90 дней в полугодие |
| Литва                     | без ограничений        | до 90 дней в полугодие |
| Люксембург                | без ограничений        | до 90 дней в полугодие |
| Мальта                    | без ограничений        | до 90 дней в полугодие |
| Нидерланды                | без ограничений        | до 90 дней в полугодие |
| Польша                    | без ограничений        | до 90 дней в полугодие |
| Португалия                | без ограничений        | до 90 дней в полугодие |
| Румыния                   | без ограничений        | до 90 дней в полугодие |
| Словакия                  | без ограничений        | до 90 дней в полугодие |
| Словения                  | без ограничений        | до 90 дней в полугодие |
| Финляндия                 | до 90 дней в полугодие | до 90 дней в полугодие |
| Франция                   | без ограничений        | до 90 дней в полугодие |
| Хорватия                  | без ограничений        | до 90 дней в году      |
| Чехия                     | без ограничений        | до 90 дней в полугодие |
| Швеция                    | без ограничений        | до 90 дней в полугодие |
| Эстония                   | без ограничений        | до 90 дней в полугодие |

Страны Европы, не входящие в ЕС
| Страны Европы, не входящие в ЕС | Граждане Латвии                 | Неграждане Латвии              |
| ------------------------------- | ------------------------------- | ------------------------------ |
| Албания                         | до 30 дней                      | до 30 дней                     |
| Азербайджан                     | *                               | *                              |
| Армения                         | до 180 дней в году              | *                              |
| Андорра                         | до 90 дней в году               | фактически виза не требуется   |
| Беларусь                        | *                               | *                              |
| Босния и Герцеговина            | до 90 дней                      | до 90 дней                     |
| Грузия                          | до 360 дней в году              | до 360 дней в году             |
| Исландия                        | до 90 дней в полугодие          | до 90 дней в полугодие         |
| Косово                          | до 90 дней                      | до 90 дней                     |
| Лихтенштейн                     | до 90 дней в течение 12 месяцев | *                              |
| Северная Македония              | до 90 дней в полугодие          | *                              |
| Молдова                         | до 90 дней в течение 6 месяцев  | до 90 дней в течение 6 месяцев |
| Монако                          | до 90 дней в течение 6 месяцев  | до 90 дней в течение 6 месяцев |
| Норвегия                        | до 90 дней в полугодие          | до 90 дней в полугодие         |
| Россия                          | *                               | до 90 дней в течение 180 дней  |
| Турция                          | до 30 дней в течение полугода   | *                              |
| Сан-Марино                      | до 90 дней                      | *                              |
| Сербия                          | до 90 дней                      | *                              |
| Украина                         | до 90 дней                      | *                              |
| Черногория                      | до 90 дней                      | до 90 дней                     |
| Швейцария                       | до 90 дней в полугодие          | до 90 дней в полугодие         |

Страны Азии
| Страны Азии       | Граждане Латвии                  | Неграждане Латвии |
| ----------------- | -------------------------------- | ----------------- |
| Абхазия           | *                                | *                 |
| Афганистан        | *                                | *                 |
| Бахрейн           | виза при прибытии до 2 недель    | *                 |
| Бангладеш         | виза при прибытии до 3 месяцев   | *                 |
| Бруней            | до 30 дней в полугодие           | *                 |
| Бутан             | *                                | *                 |
| Вьетнам           | *                                | *                 |
| Гонконг           | до 90 дней в течение 6 месяцев   | *                 |
| Израиль           | до 90 дней в течение 6 месяцев   | *                 |
| Индия             | *                                | *                 |
| Индонезия         | до 30 дней                       | *                 |
| Ирак              | *                                | *                 |
| Иран              | *                                | *                 |
| Йемен             | *                                | *                 |
| Республика Корея  | до 90 дней в течение 6 месяцев   | *                 |
| Казахстан         | до 30 дней                       | *                 |
| Камбоджа          | *                                | *                 |
| Катар             | до 90 дней                       | *                 |
| Китай             | *                                | *                 |
| КНДР              | *                                | *                 |
| Кувейт            | виза при прибытии до 3 месяцев   | *                 |
| Кыргызстан        | до 60 дней                       | *                 |
| Лаос              | *                                | *                 |
| Макао             | до 90 дней в течение 6 месяцев   | *                 |
| Малайзия          | до 90 дней                       | *                 |
| Мальдивы          | до 30 дней                       | до 30 дней        |
| Монголия          | при прибытии до 30 дней          | *                 |
| Непал             | при прибытии до 90 дней          | *                 |
| ОАЭ               | до 90 дней                       | *                 |
| Оман              | evisa до 30 дней                 | *                 |
| Палестина         | *                                | *                 |
| Саудовская Аравия | при приземлении до 90 дней       | *                 |
| Сирия             | *                                | *                 |
| Сингапур          | до 90 дней                       | *                 |
| Таджикистан       | при прибытии до 45 дней          | *                 |
| Таиланд           | до 30 дней с туристической целью | *                 |
| Тайвань           | до 30 дней                       | *                 |
| Туркменистан      | *                                | *                 |
| Узбекистан        | до 30 дней                       | *                 |
| Филиппины         | до 21 дня                        | *                 |
| Шри-Ланка         | виза при прибытии до 30 дней     | *                 |
| Южная Осетия      | *                                | *                 |
| Япония            | до 90 дней за один въезд         | *                 |

Консульский сбор за визу в Россию для всех граждан Латвии составляет 47 долларов США. Неграждане, в том числе русской национальности, получившие гражданство Латвии путём натурализации, автоматически теряют право на безвизовый въезд в Россию.
Страны Северной Америки
| Страны Северной Америки   | Граждане Латвии                           | Неграждане Латвии                         |
| ------------------------- | ----------------------------------------- | ----------------------------------------- |
| Антигуа и Барбуда         | до 3 месяцев в полугодие                  | *                                         |
| Багамские острова         | до 3 месяцев в полугодие                  | *                                         |
| Барбадос                  | до 3 месяцев в полугодие                  | *                                         |
| Белиз                     | до 30 дней                                | *                                         |
| Бермудские острова        | *                                         | *                                         |
| Гаити                     | до 90 дней                                | *                                         |
| Гватемала                 | до 90 дней                                | *                                         |
| Гондурас                  | до 30 дней                                | *                                         |
| Гренада                   | *                                         | *                                         |
| Доминика                  | до 21 дня                                 | до 21 дня                                 |
| Доминиканская Республика  | до 30 дней с туристической целью въезда   | до 30 дней с туристической целью въезда   |
| Канада                    | до 6 месяцев в году                       | *                                         |
| Коста-Рика                | до 90 дней в полугодие                    | до 90 дней в полугодие                    |
| Мексика                   | до 90 дней в течение 6 месяцев            | *                                         |
| Никарагуа                 | до 90 дней                                | *                                         |
| Панама                    | до 6 месяцев с туристической целью въезда | до 6 месяцев с туристической целью въезда |
| Сальвадор                 | до 90 дней                                | *                                         |
| Сент-Люсия                | до 90 дней                                | *                                         |
| Сент-Винсент и Гренадины  | до 30 дней                                | *                                         |
| Сент-Киттс и Невис        | до 3 месяцев в полугодие                  | *                                         |
| Соединённые Штаты Америки | до 90 дней ESTA                           | *                                         |
| Тринидад и Тобаго         | до 30 дней                                | *                                         |

Страны Южной Америки
| Страны Южной Америки                                                                         | Граждане Латвии                                         | Неграждане Латвии |
| -------------------------------------------------------------------------------------------- | ------------------------------------------------------- | ----------------- |
| Аргентина                                                                                    | до 90 дней в году                                       | *                 |
| Боливия                                                                                      | до 90 дней с туристической целью въезда                 | *                 |
| Нидерландские Карибские острова (Бонайре, Синт-Эстатиус и Саба), Аруба, Кюрасао, Синт-Ма́ртен | до 30 дней на одном острове и не более 90 дней суммарно | *                 |
| Бразилия                                                                                     | до 3 месяцев в полугодие                                | *                 |
| Венесуэла                                                                                    | только с туристическими картами DEX-2                   | *                 |
| Гайана                                                                                       | *                                                       | *                 |
| Колумбия                                                                                     | до 180 дней в году                                      | *                 |
| Парагвай                                                                                     | до 90 дней за один въезд                                | *                 |
| Перу                                                                                         | до 3 месяцев с целью въезда туризм                      | *                 |
| Уругвай                                                                                      | до 90 дней в течение полугода                           | *                 |
| Чили                                                                                         | до 90 дней                                              | *                 |
| Эквадор                                                                                      | до 90 дней                                              | *                 |

Страны Африки
| Страны Африки       | Граждане Латвии                                         | Неграждане Латвии                                       |
| ------------------- | ------------------------------------------------------- | ------------------------------------------------------- |
| Ботсвана            | *                                                       | *                                                       |
| Маврикий            | до 3 месяцев в полугодие                                | *                                                       |
| Марокко             | до 3 месяцев в течение 6 месяцев                        | *                                                       |
| Намибия             | *                                                       | *                                                       |
| Свазиленд           | до 60 дней                                              | *                                                       |
| Сейшельские острова | до 3 месяцев в полугодие                                | *                                                       |
| Тунис               | только организованным туристическим группам, до 90 дней | только организованным туристическим группам, до 90 дней |

Страны Австралии и Океании
| Страны Австралии и Океании  | Граждане Латвии                     | Неграждане Латвии |
| --------------------------- | ----------------------------------- | ----------------- |
| Австралия                   | до 3 месяцев за один въезд eVisitor | *                 |
| Вануату                     | *                                   | *                 |
| Гуам                        | *                                   | *                 |
| Микронезия                  | *                                   | *                 |
| Ниуэ                        | *                                   | *                 |
| Новая Зеландия              | до 3 месяцев с целью въезда туризм  | *                 |
| Острова Кука                | *                                   | *                 |
| Палау                       | *                                   | *                 |
| Самоа                       | до 30 дней                          | до 30 дней        |
| Северные Марианские острова | *                                   | *                 |
| Фиджи                       | с целью въезда туризм или бизнес    | *                 |

## Возможности натурализации и регистрации в качестве граждан
Приём заявлений на натурализацию (приём в гражданство) в Латвии начался в феврале 1995 г. Однако до конца 1998 г. большинство неграждан не могло натурализоваться из-за так называемых «окон натурализации». В своём докладе для Совета по правам человека ООН в 2011 г. Латвия информирует, что каждый негражданин имеет право приобрести гражданство в порядке натурализации. В части 1 статьи 11 Закона о гражданстве указан список пунктов при наличии которых не предоставляется Гражданство Латвии в порядке натурализации.
Регистрация в качестве гражданина ЛР (без экзаменов) возможна с февраля 1999 г. для детей неграждан, родившихся после 21 августа 1991 г. (дата восстановления независимости). На 2011 год в Латвии было примерно 17 000 детей неграждан, имеющих право на получение латвийского гражданства, родители которых по разным причинам не воспользовались этой возможностью.
В 2019 году был принят Закон о прекращении выдачи статуса негражданина новорождённым в Латвии. С 1 января 2020 года дети родившиеся в Латвии, которые по закону 1995 года имеют право на статус негражданина Латвии, автоматически получают гражданство Латвии (без требуемого ранее заявления от родителей). Препятствием для этого может быть только заявление родителей о получении новорождённым гражданства другой страны.
Для натурализации необходимо принести обещание верности Латвийской Республике, уплатить пошлину, сдать экзамены по латышскому языку, конституции, гимну и истории Латвии. По заявлению МИД в 1996 году, латвийское государство обязалось предоставлять гражданство всем, кто выполнил предусмотренные законом требования. На практике известен случай отказа лицу в гражданстве и при выполнении требований закона, мотивируемый политическими соображениями (см. Юрий Петропавловский). Закон о гражданстве гласит, что посредством натурализации гражданство Латвии можно получить в течение одного года. В среднем процесс натурализации занимает 7—8 месяцев. К концу июля 2015 года натурализацию прошёл 143 061 человек (большинство натурализующихся — неграждане, но также апатриды и иностранцы).
По данным исследования Управления натурализации, основные причины, по которым неграждане не идут на натурализацию, таковы: убеждение, что гражданство полагается им по праву — 34,2 %, недостаточное владение латышским языком — 23,2 %, сдача экзамена по истории — 20,5 %, меньшие расходы неграждан на визы в ряд стран, включая Россию — 20,2 %, размер пошлины — 20,2 %. Более позднее исследование Управления по делам гражданства и миграции показывало, что 45 % опрошенных неграждан считали своё владение латышским языком недостаточным для натурализации. Как причины, препятствующие натурализации, могут называться также нежелание проходить срочную службу в вооружённых силах Латвии (было актуально до 2005 г. — для мужчин до 27 лет, пока действовала всеобщая воинская обязанность) или пожилой возраст, с которым связаны недостаточное знание латышского языка и отсутствие мотивации получения гражданства.
В 2010 году больше неграждан Латвии приняло гражданство России, а не Латвии.

## Неграждане как политический и правозащитный вопрос

Шествие против негражданства (2005)

### Борьба неграждан за свои права
В 1990-х годах отмечались заявления, в том числе со стороны правящих политиков (П. Лаце — замгенсека партии «Отечеству и Свободе», в 1997 году возглавлявшей правительство), что «всем негражданам придётся покинуть Латвию», подвергавшиеся критике Государственного бюро по правам человека.
Согласно опросу SKDS 2005 г., предоставление негражданам права голоса на муниципальных выборах поддержали бы 45,9 % жителей Латвии, но только 38,4 % граждан, против были бы 35,6 % жителей, но уже 42,8 % граждан. В частности, за такие поправки к законам выступили 74,6 % русских и 24,8 % латышей, против — 7,8 % русских и 55,9 % латышей. По данным опроса «AC Konsultācijas», в 2008 г. за право голоса для неграждан на местных выборах выступали 47 % жителей Латвии (38 % граждан и 80 % неграждан), против — 39 %.
Периодически в стране проходят сборы подписей и публичные обращения общественных организаций против негражданства и за расширение прав неграждан, подаются соответствующие законодательные инициативы. Митинги при этом нередко бывают приурочены к выборам или годовщине безгражданства 15 октября. Латышские националистические организации, с другой стороны, проводят мероприятия против натурализации или её темпов, подают в Сейме соответствующие поправки к законам и проекты политических деклараций.
В 2012 году 12 686 граждан подали в ЦИК Латвии законопроект о предоставлении желающим того негражданам с 2014 года гражданства Латвии. ЦИК 6 голосами против 3 счёл законопроект антиконституционным и отказался проводить следующий этап сбора подписей. Это решение было обжаловано подателями законопроекта в суде. В 2014 году Верховный суд счёл решение ЦИК законным.
Блок «Центр согласия» выступает за государственную поддержку натурализации, отмену профессиональных ограничений для неграждан и право для неграждан избирать самоуправления. Партия РСЛ, отмечая, что единственно морально оправданным было бы единовременное признание неграждан гражданами ЛР, выступает также и за шаги в этом направлении: за отмену профессиональных ограничений для неграждан, отмену ограничений натурализации и упрощение её процедуры, уравнение граждан с негражданами в социальных правах, «нулевой вариант» для отдельных категорий неграждан и право неграждан как избирать, так и быть избранными в самоуправления. Соцпартия Латвии выступает за упразднение института негражданства путём безусловного предоставления гражданства всем «негражданам». Национальное объединение «Всё для Латвии!» — «Отечеству и свободе/ДННЛ» выступало за то, чтобы ограничить натурализацию.
В 2013 году правозащитники создали Конгресс неграждан для защиты прав русскоязычного населения Латвии. Его возглавила юрист и общественный активист Елизавета Кривцова. Организация последовательно выступала за предоставление гражданства по праву рождения и ликвидацию института негражданства.

### Международные рекомендации
Международное сообщество высказывает несколько различающиеся мнения о негражданстве и условиях натурализации. В рекомендациях международных организаций типичны пожелания упростить процедуру натурализации и сократить различия в правах граждан и неграждан. Так, миссии ОБСЕ по надзору за парламентскими выборами 2006 г. в Латвии констатировали следующее: 
Тот факт, что существенная часть взрослого населения не имеет избирательного права, свидетельствует о продолжающем иметь место дефиците демократии. БДИПЧ/ОБСЕ, Парламентская Ассамблея ОБСЕ, Совет Европы и Совет стран Балтийского моря в своих рекомендациях отмечали необходимость рассмотрения возможности предоставления негражданам права на участие в муниципальных выборах.
Другой пример — резолюция ПАСЕ от 17 ноября 2006 г., содержащая следующую оценку ситуации:
Ассамблея считает, что условия натурализации, принятые в Латвии, не представляют непреодолимых препятствий для приобретения гражданства Латвии и установленная процедура не содержит чрезмерных или противоречащих существующим европейским стандартам требований. Однако, учитывая очень специфичную ситуацию неграждан, которая не имеет прецедента и потому не имеет рамок европейских норм или практики, Ассамблея считает, что возможны дальнейшие улучшения, чтобы избежать необязательных требований для получения гражданства Латвии.
ЕКРН считает, что статус неграждан заставляет затронутых им лиц чувствовать себя «гражданами второго сорта».
В то же время есть и менее критичные оценки положения неграждан. Так, председатель наблюдательной комиссии ПАСЕ Ж. Дюрье в 2003 г. на вопрос о ситуации с негражданами ответила:
Это особенность вашей страны. Здесь очень важно, что у вас есть право выбора. Вы можете сами решать: хотите вы стать гражданином или нет. Если вы не хотите получать гражданство, наверное, у вас есть для этого причины.
Рекомендации международных организаций Латвии по вопросу негражданства включают следующие меры:
- присвоить негражданам право голоса на муниципальных выборах[100][101][102][103][104][105] (МИД Латвии признаёт постоянное давление международных организаций по этому вопросу[106]);
- упростить натурализацию[107];
- сократить разницу между правами граждан и неграждан[108];
- не требовать от натурализуемых высказывать убеждения, противоречащие их видению истории своей культурной общины или нации[109].

### ПозицияМИД РФ
МИД России в 2003 г. опубликовал Перечень основных претензий и рекомендаций международных организаций и НПО к Латвии по правам национальных меньшинств, включающий ряд замечаний о правах неграждан. Сама Россия с июня 2008 г. ввела безвизовый режим для большинства неграждан Латвии (в отличие от граждан), а ранее взимала с них консульские сборы за визы в меньшем размере, чем с граждан Латвии. Посол России в Латвии в 2010 году заявил, что «Проблема неграждан в Латвии будет решена эволюционным путём, однако её наличие не должно мешать развитию политических и деловых контактов между странами», президент — что «в отношении части людей, которые в настоящий момент не являются гражданами, рано или поздно должны быть приняты решения, которые позволят адаптировать их в нормальную социально-экономическую и политическую жизнь», министр иностранных дел в 2011 году — что Россия не требует «ничего, кроме как выполнения тех рекомендаций, которые даны по линии профильных международных структур — ОБСЕ, Совет Европы, Комитет ООН по ликвидации расовой дискриминации».